# Loventuel
Loventuel o Loventué es una localidad argentina de la provincia de La Pampa, dentro del departamento Loventué. Se considera como su fecha de su fundación el 24 de abril del año 1904. La superficie total del Ejido es de 562 km². La ruta de acceso es la RP N.º 10 (ex RN N.º 143).

## Fundación
La fundación de este pueblo se atribuye a don Miguel Farías, un criador de ovejas que bajó con su majada desde la provincia de San Luis probablemente buscando mejor agua y sobre todo, hacerse de tierras fiscales en el entonces Territorio Nacional de la Pampa Central.
Loventuel surgió como una "Colonia formada por el Gobierno Nacional en el lote 18 de la fracción A de la sección VIII, mediante la venta de chacras de 100 hectáreas cada una, representa un hermoso centro agrícola, donde existe una escuela mixta".(3) 
La fecha que la tradición oral reconoce como importante y probablemente vinculada con la creación del núcleo urbano es el 24 de abril de 1904, sin que se haya podido establecer em forma fidedigna el porque se eligió ese día como hecho destacable.

## Población
Contó con 111 habitantes (Indec, 2010), lo que representó un descenso del 9 % frente a los 123 habitantes (Indec, 2001) del censo anterior.
El censo nacional 2022 arrojó 160 habitantes y 107 viviendas. Esto la situó como la tercera comisión de fomento menos poblada de la provincia.
| Gráfica de evolución demográfica de Loventué entre 1991 y 2022 |
|                                                                |
| Fuente: Censos nacionales del INDEC                            |

## Toponimia
Del mapudungun, tierra que vuela o tierra quemada.